# 7人制ラグビー女子アイルランド代表
7人制ラグビー女子アイルランド代表（英語: Ireland women's national rugby sevens team）は、国際大会に派遣される7人制ラグビーの女子アイルランド代表チームである。
ワールドラグビーセブンズシリーズ、ラグビーワールドカップセブンズなどに出場している。なおアイルランドが南北に分かれる以前からIRFUが存在していたので7人制男子代表と同様アイルランド共和国および北アイルランドから選手が選出される。

## 歴史
2013年、ワールドラグビーセブンズシリーズに初昇格。同年、ラグビーワールドカップセブンズに初出場。
2024年、パリ五輪で五輪初出場。

## 成績

### 夏季オリンピック
| 年   | ラウンド     | 順位     | 試       | 勝       | 負       | 分       |
| ---- | ------------ | -------- | -------- | -------- | -------- | -------- |
| 2016 | 出場なし     | 出場なし | 出場なし | 出場なし | 出場なし | 出場なし |
| 2021 | 出場なし     | 出場なし | 出場なし | 出場なし | 出場なし | 出場なし |
| 2024 | 準々決勝敗退 | 8        | 6        | 1        | 5        | 0        |
| 計   | 優勝 0 回    | 1/3      | 6        | 1        | 5        | 0        |

### ワールドカップ
| 年   | ラウンド           | 順位     | 試       | 勝       | 負       | 分       |
| ---- | ------------------ | -------- | -------- | -------- | -------- | -------- |
| 2009 | 出場なし           | 出場なし | 出場なし | 出場なし | 出場なし | 出場なし |
| 2013 | プレート準決勝敗退 | 7        | 5        | 2        | 3        | 0        |
| 2018 | 5位決定戦敗北      | 6        | 4        | 2        | 2        | 0        |
| 2022 | 7位決定戦勝利      | 7        | 4        | 2        | 2        | 0        |
| 計   | 優勝 0回           | 3/4      | 13       | 6        | 7        | 0        |

### ワールドセブンズシリーズ
- ※コアチームとして在籍したシーズンのみ
- 2013-2014シーズン - 13位(降格)
- 2015-2016シーズン - 12位
- 2016-2017シーズン - 9位
- 2017-2018シーズン - 10位
- 2018-2019シーズン - 8位
- 2019-2020シーズン - 10位
- 2021-2022シーズン - 4位
- 2022-2023シーズン - 5位
- 2023-2024シーズン - 6位

## 直近大会の代表スコッド
パリ2024五輪スコッド
1. キャシー・ベイカー
2. メーガン・バーンズ
3. アミーリー・モルフィ＝クロウ
4. アラナ・フィッツパトリック
5. スティシー・フロード
6. イブ・ヒギンズ
7. エリン・キング
8. ビキ・エルムズキンラン
9. エミリー・レーン
10. アシュリー・オーチャード
11. ベイビン・パーソンズ
12. ルーシー・マルホール (C)

(C)はキャプテン